# The One (EP)
Pour les articles homonymes, voir The One.
The One est le premier, et à ce jour unique EP du groupe de metal Annihilator, sorti en 2004 juste avant All for You, sur lequel toutes les chansons de l'EP sont incluses, sauf Weapon X, qui est disponible sur l'édition limitée de Schizo Deluxe en tant que piste bonus.

## Liste des pistes
1. All for You (single edit)
2. Weapon X
3. The One (single edit)
4. All for You (album version)

## Personnel
- Jeff Waters - guitare, basse, production, mixage
- Dave Padden - chant
- Mike Mangini - batterie